# Leda Volpi
Leda Volpi (Livorno, 10 luglio 1979) è una politica italiana.

## Biografia
Si laurea in medicina e chirurgia all’Università degli Studi di Pisa nel 2004. 
Nel 2009 consegue la specializzazione in neurologia nella stessa università, e nel 2013 completa il dottorato di ricerca in neuroscienze con una tesi dal titolo Modulating factors in the early stages of cognitive decline: the role of cognitive reserve.
Dal 2017 è dirigente medico ospedaliero presso la ASL1 Imperiese nel reparto di neurologia dell’Ospedale di Sanremo.

### Attività di ricerca
Dal 2003 al 2013 si è occupata presso l’Università di Pisa di patologie del sistema nervoso periferico, quali le distrofie muscolari e le malattie metaboliche, e ha contribuito allo sviluppo di progetti di ricerca, spesso policentrici, nell’ambito delle patologie neuromuscolari.
Dal 2009 al 2016 si è occupata delle valutazioni per la diagnosi e il trattamento delle demenze e ha seguito numerose sperimentazioni cliniche sulla malattia di Alzheimer.
È autrice di 30 pubblicazioni scientifiche.

### Attività politica
Nel 2018 viene eletta deputata della Repubblica italiana nella XVIII legislatura tra le file del Movimento 5 Stelle nella lista plurinominale del collegio Liguria 1. Fa parte della XII Commissione permanente (Affari Sociali) e della Commissione bicamerale per l’infanzia e l’adolescenza.
Nel dicembre 2018 inserisce un emendamento a sua prima firma alla Legge di Bilancio 2019 che estende lo screening neonatale a ulteriori patologie ed è relatrice al Parlamento europeo di questa normativa in tema di prevenzione.
Il 18 febbraio 2021 non vota la fiducia al governo Draghi. Per questa ragione viene espulsa dal MoVimento 5 Stelle, avverso il quale la deputata presenta ricorso. Il 19 maggio 2021 aderisce al gruppo parlamentare L'Alternativa c'è.